# Ramón de Urrutia y Las Casas
Ramón de Urrutia y Las Casas (Zalla, Vizcaya, País Vasco, España, 1742 – Lima, Virreinato del Perú, 1812), fue polémico corregidor de Oruro durante la rebelión de 1781 y más tarde gobernador intendente de Tarma desde 1795 hasta 1809.

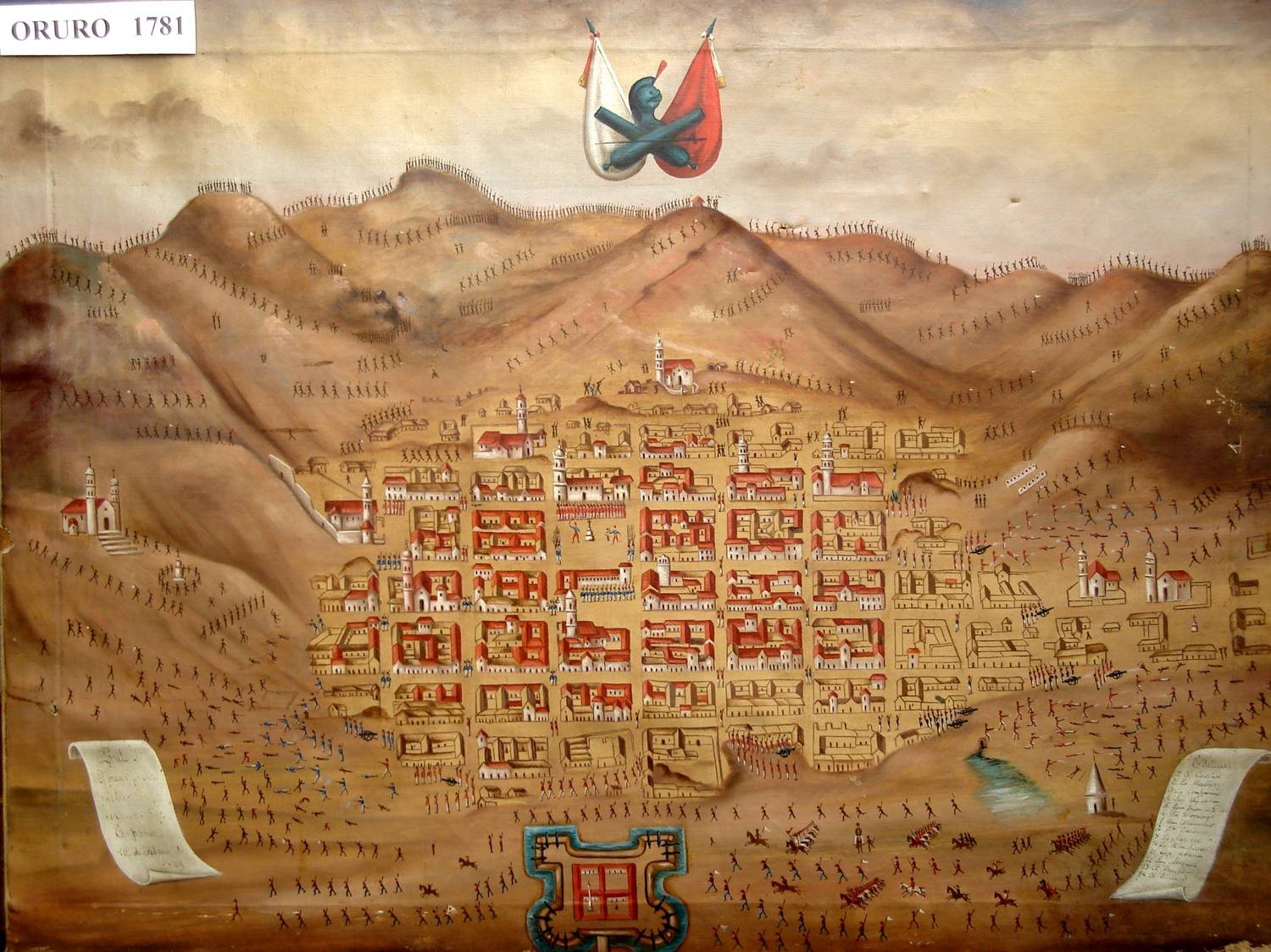
Mapa antiguo de la rebelión del 10 de febrero de 1781 en Oruro, Alto Perú, actual Bolivia.

## Biografía
Ramón de Urrutia y Las Casas, nació en Zalla, Vizcaya, País Vasco, España, en 1742. Sus padres fueron Feliciano de Urrutia y Agustina de las Casas. Era hermano del Capitán General José de Urrutia y de las Casas, célebre por su brillante actuación en las campañas de Ceuta, Rosellón y Cataluña; también ingeniero, con importante actuación en el Virreinato de Nueva España; tan famoso y reconocido que fue retratado por Francisco de Goya; y también tuvo como hermanos a Antonio, que gozaba de la Torre Casa de Avellaneda, siendo el XI Señor del Mayorazgo de Urrutia de Avellaneda, por ser el primogénito; Joaquín, arcediano de la catedral de Palencia entre 1794 y 1808; Nicolás, que falleció con grado de coronel de infantería; y Juan Manuel, que falleció siendo capitán del regimiento de infantería de Cantabria.
Ramón Urrutia también siguió la carrera de las armas, obteniendo el grado de Capitán de Infantería. Seguramente por ser hijo segundón vino a América en busca de mejor fortuna, consiguiendo ser nombrado Capitán de Milicias de Pacajes, en el Alto Perú.

## Corregidor de Oruro
El Virrey del Río de la Plata, Juan José de Vértiz y Salcedo, recibió dos Reales Cédulas del Rey Carlos III en 1777, promoviendo a Ramón Urrutia, en atención a sus méritos y servicios al cargo de Corregidor y Justicia Mayor de Oruro  en el distrito de la Audiencia de Charcas, vacante por promoción de Joaquín de Alós y Brú (último corregidor provisto en él), con una duración de cinco años a contarse desde el día de la toma de posesión del mando. Debido a contratiempos, Urrutia habría tomado posesión definitiva de su cargo el 8 de mayo de 1779.
Después de la rebelión de Oruro  del 10 de febrero de 1781, de la cual logró huir con vida cabalgando hasta Cochabamba, estuvo en contacto constante con las autoridades españoles (Audiencia de Charcas, virrey Juan José de Vértiz y Salcedo, y otras) haciendo acusaciones contra los principales vecinos que a su entender fueron los cabecillas y promotores del cruento alzamiento,  aunque sin cargo ni estipendio alguno, logrando su reasunción en el corregimiento en 1782 por obra del Comandante Ignacio Flores, aunque habría permanecido en ese cargo poco tiempo, por la instrumentación en América de la Real Ordenanza de Intendentes y la consecuente extinción de los corregimientos.
Con todo, la corona española nunca pareció adjudicarle ninguna responsabilidad al corregidor de la villa de Oruro durante la rebelión, por lo que inmediatamente Urrutia y Las Casas fue nombrado uno de los primeros subdelegados de partido  que hubo en el Virreinato del Perú una vez extinguidos los corregimientos en 1785. Siendo de esa manera, designado en el partido de Ica, Virreinato del Perú, que comprendía 10 doctrinas, una ciudad, dos villas y tres pueblos anexos. A continuación, en 1791 fue nombrado subdelegado del partido de Piura, Virreinato del Perú, llegando procedente de Ica en compañía de su esposa doña Águeda Arnao.

## Gobernador Intendente de Tarma

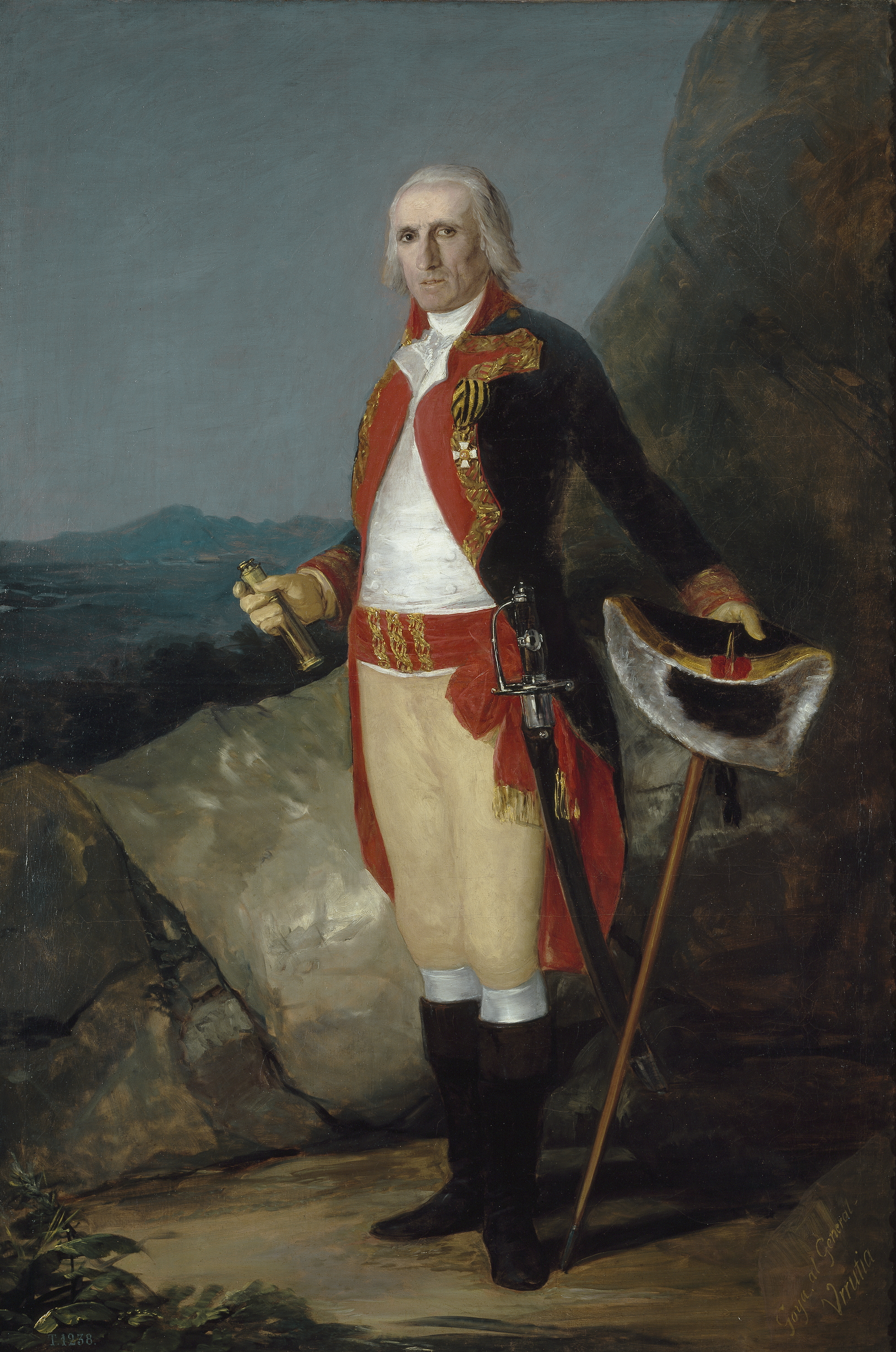
Su hermano, el general José de Urrutia y de las Casas fue tan reconocido como para ser retratado en 1798, por Francisco de Goya.

Más tarde fue ascendido a gobernador intendente de Tarma  en 1795, cargo que desempeñó hasta 1809. Afirman que fue un funcionario competente, por lo que todavía se recordaba en 1847 un informe presentado por el entonces Intendente Ramón Urrutia al Virrey José Fernando de Abascal en 1808 relativo a la apertura del camino y comunicación con la selva central por el Río Chanchamayo.
Resulta que ese dominio colonial se alteró substancialmente como consecuencia de la rebelión de Juan Santos Atahualpa, quien desde 1742 y por más de diez años mantuvo en vilo a los gobernadores de la frontera en la selva central peruana, y produjo el abandono de numerosos poblados y centros misionales de la zona, propiciando su salvajización y la militarización de la frontera oriental por varias décadas.
Fue entonces que el intendente Urrutia creyó que la coyuntura era propicia para solicitar de la autoridad virreinal unas disposiciones que permitieran la consecución de uno de los objetivos reformistas, esto es, un mejor control y explotación del territorio amazónico, siendo su informe el último texto colonial oficial que defendió la necesidad y señaló las ventajas que comportaría el acceso a la selva central amazónica utilizando como cabecera serrana la ciudad de Tarma que, por entonces, era la única de las tres principales ciudades de la sierra central -junto a Huánuco y Jauja- que tenía bloqueado el acceso a la selva central.
En 1809 se trasladó a Lima, capital del Virreinato del Perú, adonde falleció en febrero de 1812.
| Predecesor: Joaquín de Alós y Brú | Corregidor de Oruro 1779 - 1781 / 1782 - 1784 | Sucesor: --- |

| Predecesor: Francisco Suárez de Castilla | Gobernador Intendente de Tarma 1795 - 1809 | Sucesor: José Gonzáles de Prada |